# Crossotus falzonii
Crossotus falzonii là một loài bọ cánh cứng trong họ Cerambycidae.